# Joris Vercammen

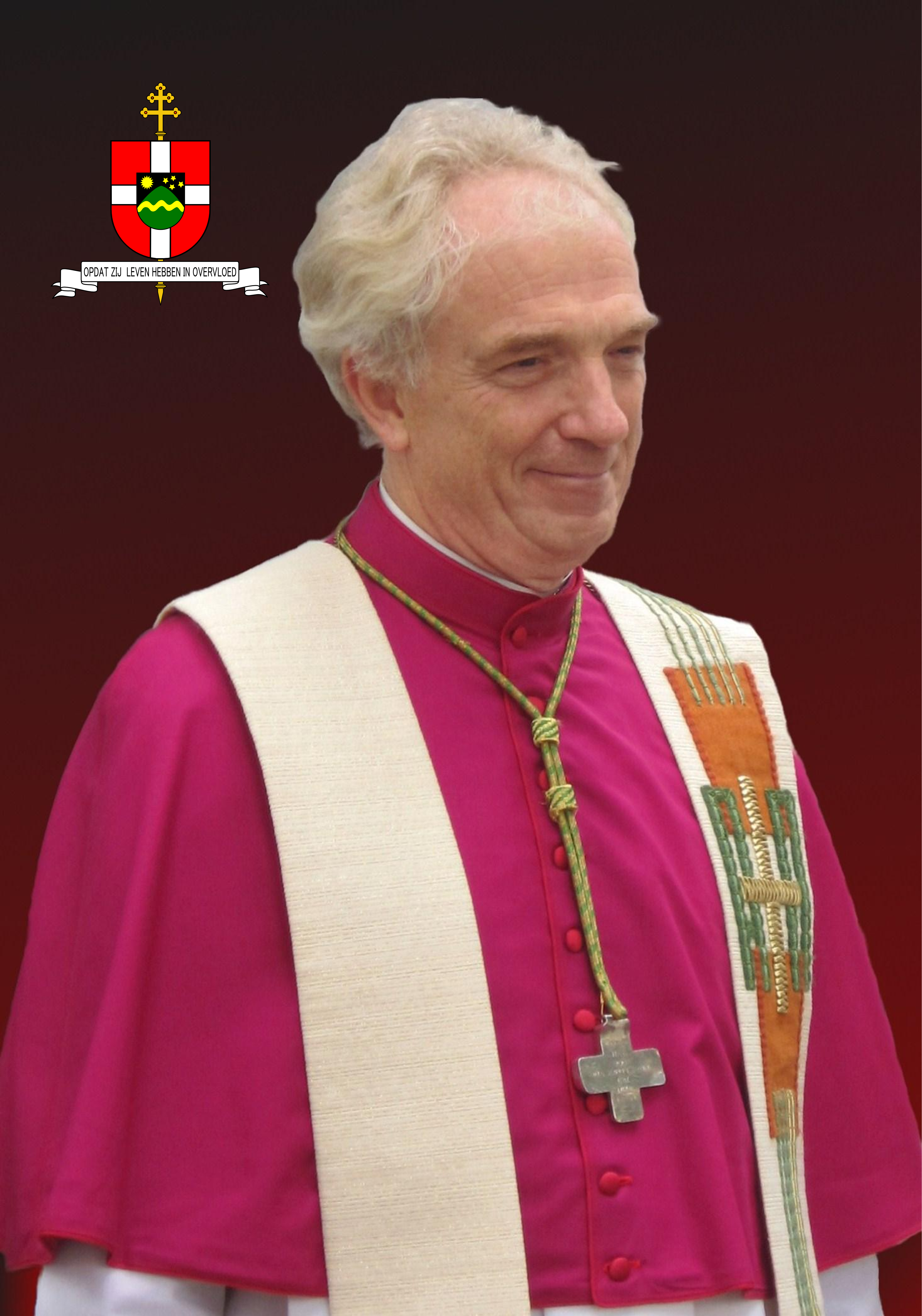
Erzbischof Joris Vercammen

Joris August Odilius Ludovicus Vercammen (* 14. Oktober 1952 in Lier, Belgien) ist der emeritierte sechzehnte Erzbischof der Alt-Katholischen Kirche der Niederlande. Als Erzbischof der Utrechter Kirchenprovinz war er zugleich Präsident der Internationalen Altkatholischen Bischofskonferenz der Utrechter Union.

## Leben
Vercammen wurde nach dem Studium der Theologie 1979 zum Priester des römisch-katholischen Bistums Antwerpen geweiht.
Im Jahr 1988 trat er zur Alt-Katholischen Kirche der Niederlande über und war zunächst als Seelsorger in Rotterdam, ab 1989 als Pfarrer in Eindhoven tätig. In den Jahren 1989 bis 1999 leitete er das Revitalisierungsprojekt für kirchliche Gemeinden. Seit 1996 war er zudem Dozent am alt-katholischen Seminar in Utrecht, wo er praktische Theologie lehrte. An der Rijksuniversiteit Utrecht promovierte er 1997 über das Thema Gemeindeaufbau.

## Erzbischof von Utrecht
Am 11. März 2000 wurde er zum Erzbischof von Utrecht gewählt und empfing am 1. Juli 2000 im Dom zu Utrecht die Bischofsweihe durch den Bischof von Haarlem Jan Lambert Wirix-Speetjens; als Mitkonsekratoren wirkten die Bischöfe Wiktor Wysoczański (Polen) und Joachim Vobbe (Deutschland). Sein Wahlspruch lautet: „Damit sie Leben haben im Überfluss“ (Joh 10,10 ).
In seiner Funktion als Präsident der Internationalen Altkatholischen Bischofskonferenz besuchte der Erzbischof auch regelmäßig die Mitgliedsländer der Utrechter Union, so zum Beispiel 2003 Österreich und 2013 Kroatien. Erzbischof Vercammen ist sehr an der Ökumene interessiert, als Beispiel sei die während seiner Amtszeit erfolgte Einrichtung der Internationalen Römisch-Katholisch – Altkatholischen Dialogkommission (IRAD) erwähnt, die in Übereinstimmung mit dem Päpstlichen Einheitsrat Walter Kardinal Kasper im Jahr 2004 ihre Arbeit aufnehmen konnte.
Im Jahr 2006 wurde er in das Zentralkomitee des Weltrates der Kirchen gewählt. An der etwa alle 10 Jahre stattfindenden Lambeth-Konferenz der Anglikanischen Kirche, in welcher auch die Utrechter Union Sitz und Stimme besitzt, nahm Erzbischof Vercammen 2008 teil.
Als offizieller Vertreter der Utrechter Union war der Erzbischof auch zur Amtseinsetzung von Papst Franziskus am 19. März 2013 eingeladen. Bei der Privataudienz am 20. März wurde dem neuen Pontifex ein Christkatholisches Missale als Zeichen der spirituellen Verbundenheit überreicht, weiters wurde auch die Bedeutung des Internationalen Römisch-Katholisch – Altkatholischen Dialogs betont. Ebenfalls 2013 war er als Vertreter der Altkatholischen Kirche bei der Einsetzung des neuen Erzbischofs von Canterbury Justin Welby anwesend.
Unter der Führung von Erzbischof Vercammen wurde 2014 die gesamte Internationale Altkatholische Bischofskonferenz in Privataudienz vom Papst Franziskus im Vatikan empfangen.
Am 11. Januar 2020 legte er sein Bischofsamt in einem Gottesdienst in der Domkirche St. Gertrudis in Utrecht nieder.
Joris Vercammen ist mit Hilde Witters verheiratet, das Ehepaar hat drei Kinder, zwei Söhne und eine Tochter.